# Festival Elsy Jacobs 2023
Il Festival Elsy Jacobs 2023, quattordicesima edizione della manifestazione, valido come prova dell'UCI Women's ProSeries 2023, si svolse dal 29 al 30 aprile 2023 su un percorso 226,9 km, suddiviso in 2 tappe, con partenza da Lussemburgo e arrivo a Garnich, in Lussemburgo. La vittoria fu appannaggio della neozelandese Ally Wollaston, che completò il percorso in 5h58'29", alla media di 37,936 km/h, precedendo l'italiana Marta Bastianelli e la neerlandese Anouska Koster.
Sul traguardo di Garnich 71 cicliste, su 90 partite da Lussemburgo, portarono a termine la competizione.

## Tappe
| Tappa  | Data      | Percorso                | km    | Vincitore di tappa | Leader cl. generale |
| ------ | --------- | ----------------------- | ----- | ------------------ | ------------------- |
| 1ª     | 29 aprile | Lussemburgo > Steinfort | 111,1 | Marta Bastianelli  | Marta Bastianelli   |
| 2ª     | 30 aprile | Lussemburgo > Garnich   | 115,8 | Ally Wollaston     | Ally Wollaston      |
| Totale | Totale    | Totale                  | 226,9 |                    |                     |

## Squadre e corridore partecipanti
Al via 17 formazioni.
| N.    | Cod. | Squadra                        |
| ----- | ---- | ------------------------------ |
| 1-6   | UAD  | UAE Team ADQ                   |
| 11-16 | FED  | Fenix-Deceuninck               |
| 21-26 | WNT  | Ceratizit-WNT Pro Cycling Team |
| 31-36 | UXT  | Uno-X Pro Cycling Team         |
| 41-46 | LUX  | Lussemburgo                    |
| 51-56 | PHV  | Parkhotel Valkenburg           |
| 61-66 | AGS  | AG Insurance-Soudal Quick-Step |
| 71-76 | ARK  | Arkéa Pro Cycling Team         |
| 81-86 | TOP  | Top Girls Fassa Bortolo        |

| N.      | Cod. | Squadra                           |
| ------- | ---- | --------------------------------- |
| 91-96   | ARA  | ARA Skip Capital                  |
| 101-106 | BPK  | BePink                            |
| 111-116 | SRC  | Stade Rochelais Charente-Maritime |
| 121-126 | TOR  | Torelli                           |
| 131-136 | VAI  | Aromitalia-Basso Bikes-Vaiano     |
| 141-146 | GEK  | Team Grand Est-Komugi-La Fabrique |
| 151-156 | NOR  | Norvegia                          |
| 161-166 | USA  | Stati Uniti                       |

## Dettagli delle tappe

### 1ª tappa
- 29 aprile: Lussemburgo > Steinfort – 111,1 km

Risultati
| Pos. | Corridore           | Squadra      | Tempo    |
| ---- | ------------------- | ------------ | -------- |
| 1    | Marta Bastianelli   | UAE          | 2h51'20" |
| 2    | Ally Wollaston      | AG Insurance | s.t.     |
| 3    | Eleonora Gasparrini | UAE          | s.t.     |

| Pos. | Corridore           | Squadra      | Tempo    |
| ---- | ------------------- | ------------ | -------- |
| 1    | Marta Bastianelli   | UAE          | 2h51'07" |
| 2    | Ally Wollaston      | AG Insurance | a 5"     |
| 3    | Eleonora Gasparrini | UAE          | a 7"     |

### 2ª tappa
- 30 aprile: Lussemburgo > Garnich – 115,8 km

Risultati
| Pos. | Corridore         | Squadra      | Tempo    |
| ---- | ----------------- | ------------ | -------- |
| 1    | Ally Wollaston    | AG Insurance | 3h07'32" |
| 2    | Marta Bastianelli | UAE          | s.t.     |
| 3    | Anouska Koster    | Uno-X        | s.t.     |

| Pos. | Corridore         | Squadra      | Tempo    |
| ---- | ----------------- | ------------ | -------- |
| 1    | Ally Wollaston    | AG Insurance | 5h58'29" |
| 2    | Marta Bastianelli | UAE          | a 1"     |
| 3    | Anouska Koster    | Uno-X        | a 14"    |

## Evoluzione delle classifiche
| Tappa              | Vincitore          | Classifica generale Maglia gialla | Classifica a punti Maglia verde | Classifica scalatori Maglia a pois | Classifica giovani Maglia bianca | Classifica a squadre           |
| ------------------ | ------------------ | --------------------------------- | ------------------------------- | ---------------------------------- | -------------------------------- | ------------------------------ |
| 1ª                 | Marta Bastianelli  | Marta Bastianelli                 | Marta Bastianelli               | Nina Berton                        | Ally Wollaston                   | Ceratizit-WNT Pro Cycling Team |
| 2ª                 | Ally Wollaston     | Ally Wollaston                    | Ally Wollaston                  | Nina Berton                        | Ally Wollaston                   | Ceratizit-WNT Pro Cycling Team |
| Classifiche finali | Classifiche finali | Ally Wollaston                    | Ally Wollaston                  | Nina Berton                        | Ally Wollaston                   | Ceratizit-WNT Pro Cycling Team |

Maglie indossate da altri ciclisti in caso di due o più maglie vinte
- Nella 2ª tappa Anouska Koster ha indossato la maglia verde al posto di Marta Bastianelli.

## Classifiche finali

### Classifica generale - Maglia gialla
| Pos. | Corridore            | Squadra     | Tempo    |
| ---- | -------------------- | ----------- | -------- |
| 1    | Ally Wollaston       | AG Insur.   | 5h58'29" |
| 2    | Marta Bastianelli    | UAE         | a 1'     |
| 3    | Anouska Koster       | Uno-X       | a 14"    |
| 4    | Femke Gerritse       | Parkhotel   | a 22"    |
| 5    | Arianna Fidanza      | Ceratizit   | a 23"    |
| 6    | Heidi Franz          | Stati Uniti | s.t.     |
| 7    | M. Bjørndal Ottestad | Uno-X       | a 27"    |
| 8    | Alice Maria Arzuffi  | Ceratizit   | a 28"    |
| 9    | Christine Majerus    | Lussemburgo | s.t.     |
| 10   | Cédrine Kerbaol      | Ceratizit   | s.t.     |

### Classifica a punti - Maglia verde
| Pos. | Corridore         | Squadra      | Punti |
| ---- | ----------------- | ------------ | ----- |
| 1    | Ally Wollaston    | AG Insurance | 49    |
| 2    | Marta Bastianelli | UAE          | 45    |
| 3    | Anouska Koster    | Uno-X        | 34    |
| 4    | Femke Gerritse    | Parkhotel    | 17    |
| 5    | Arianna Fidanza   | Ceratizit    | 17    |

### Classifica scalatori - Maglia a pois
| Pos. | Corridore         | Squadra     | Punti |
| ---- | ----------------- | ----------- | ----- |
| 1    | Nina Berton       | Ceratizit   | 30    |
| 2    | Marte Berg Edseth | Uno-X       | 7     |
| 3    | Megan Armitage    | Arkéa       | 4     |
| 4    | Heidi Franz       | Stati Uniti | 3     |
| 5    | Christine Majerus | Lussemburgo | 3     |

### Classifica giovani - Maglia bianca
| Pos. | Corridore           | Squadra      | Punti    |
| ---- | ------------------- | ------------ | -------- |
| 1    | Ally Wollaston      | AG Insurance | 5h58'29" |
| 2    | Femke Gerritse      | Parkhotel    | a 22"    |
| 3    | Cédrine Kerbaol     | Ceratizit    | a 28"    |
| 4    | Eleonora Gasparrini | UAE          | a 34"    |
| 5    | Maëva Squiban       | Stade Roch.  | a 59"    |

### Classifica a squadre
| Pos. | Squadra                        | Tempo     |
| ---- | ------------------------------ | --------- |
| 1    | Ceratizit-WNT Pro Cycling Team | 17h56'46" |
| 2    | Uno-X Pro Cycling Team         | a 30"     |
| 3    | UAE Team ADQ                   | a 58"     |
| 4    | AG Insurance-Soudal Quick-Step | a 3'50"   |
| 5    | Fenix-Deceuninck               | a 4'24"   |